# Малыш и Карлсон
«Малы́ш и Ка́рлсон» — советский рисованный мультипликационный фильм. Экранизация по мотивам одноимённой сказки трилогии о Малыше и Карлсоне Астрид Линдгрен «Карлсон, который живёт на крыше». Один из наиболее популярных мультфильмов режиссёра Бориса Степанцева. Первое применение электрографии в советской мультипликации.
В 1970 году вышло продолжение — «Карлсон вернулся».

## Сюжет
В шведском городе Стокгольме жила семья Свантесонов — папа, мама и трое детей: старший Боссе, средняя Бетан и младший Сванте, которого звали просто Малышом. Однажды Малыш замечает одинокого заблудившегося щенка по имени Бобик и знакомится с ним. Вдруг щенка Бобика зовёт злой мальчик с палкой — его хозяин. Малыш провоцирует конфликт и получает фингал в щёку.
Мать отчитывает Малыша, говоря, что любой спор можно решить словами. Малыш заявляет, что у него нет никого, даже собаки. Вдруг в комнату к Малышу прилетает Карлсон — человечек с пропеллером. Они знакомятся, и Карлсон говорит, что его мотор сломался, и просит у Малыша малиновое варенье. Карлсон начинает шалить, роняет люстру и улетает.
Семья не верит, что люстру уронил и разбил Карлсон, и Малыша ставят в угол. Карлсон возвращается и продолжает есть варенье, заявляя, что он самый тяжелобольной человек. Малыш верхом на Карлсоне улетает к нему домой, на крышу. На чердаке они встречают двух жуликов, ворующих бельё. Чтобы проучить жуликов, Карлсон маскируется под привидение и начинает охоту на них. Жулики в ужасе бросают бельё и убегают.
Приехавшие пожарные снимают Малыша с крыши. Перед сном мама проводит с Малышом беседу: она говорит сыну, что ни за какие сокровища родители не расстанутся с ним.
Наступает восьмой день рождения Малыша, но он не находит ожидаемой им в подарок собаки. Появляется Карлсон, но за дверью раздаётся лай собаки. Радостный Малыш хочет показать её Карлсону, но тот улетает к своей бабушке. Малыш, не зная об этом, подумал, что Карлсон обиделся

## Создатели
- Автор сценария — Борис Ларин
- Режиссёр — Борис Степанцев
- Художники-постановщики — Анатолий Савченко, Юрий Бутырин
- Композитор — Геннадий Гладков
- Звукооператор — Борис Фильчиков
- Оператор — Михаил Друян
- Ассистент оператора — Н. Наяшкова
- Ассистент режиссёра — Е. Шилова
- Монтажёр — Валентина Турубинер
- Художники-мультипликаторы: Юрий Бутырин, Рената Миренкова, Ольга Орлова, Виктор Шевков, Светлана Жутовская, Анатолий Солин, Олег Сафронов, Виктор Лихачёв, Антонина Алёшина, Мстислав Купрач
- Художники: Гелий Аркадьев, Николай Ерыкалов, Ирина Светлица, Елена Танненберг, Инна Пшеничная, Лера Рыбчевская[a]
- Редактор — Раиса Фричинская
- Директор картины — Анна Зорина

## Роли озвучивали
- Клара Румянова — Малыш
- Василий Ливанов — Карлсон / папа Малыша
- Валентина Леонтьева — мама Малыша
- Агарь Власова — злой мальчик с палкой, хозяин щенка
- Лев Шабарин — Боссе (брат Малыша)
- Алексей Полевой — один из жуликов

## Почтовая марка

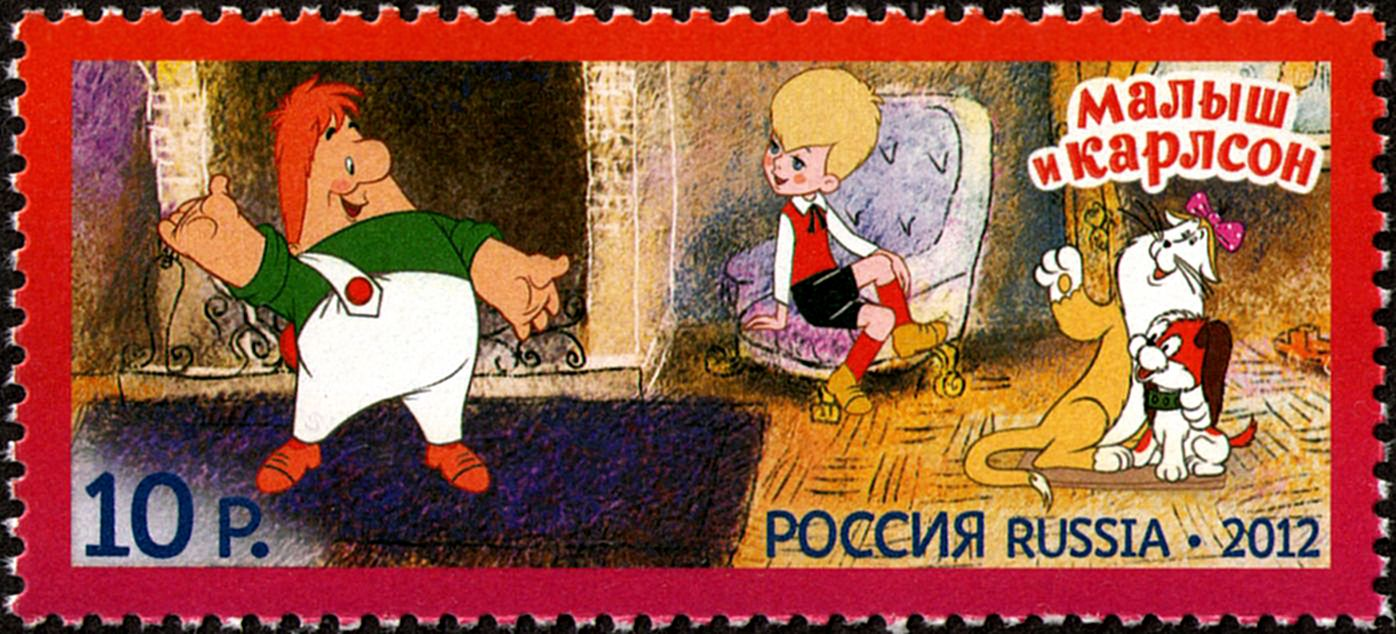
Почтовая марка

## Награды и признание
- 1970 — 2-я премия по разделу мультипликационных фильмов на IV ВКФ в Минске[2].
- Малыш и Карлсон изображены на почтовой марке России 1992 года.
- Кадр из мультфильма изображён на почтовой марке России 2012 года.

## О фильме
В одном из интервью с художником А. М. Савченко, постановщиком ряда мультипликационных фильмов Б. Степанцева, он рассказал о создании образа главного героя фильма:

- Вопрос: Анатолий Михайлович, а кто придумал образ Карлсона?
- Ответ: Карлсон целиком и полностью моё изобразительное решение. Передо мной был только текст и больше ничего. Как и во всех остальных случаях, я сделал раскадровку фильма, нарисовал персонажей, а потом сдал свою работу творческой группе. Её приняли и приступили к съёмкам. Художник всегда творит с пустого места, из ничего, работает только его фантазия. Именно от него зависит изобразительный ряд всего фильма. Но, к сожалению, в кино по именам знают только режиссёров и все удачи приписывают им одним. А ведь без художника мультипликации нет и не может быть.
- Вопрос: А Ливанова на роль Карлсона кто нашёл?
- Ответ: Случай. Здесь тоже пробовались многие, даже Алексей Грибов. А Вася Ливанов часто к нам в группу заходил, в шахматы играл. Борис ему пожаловался, что никак не получается найти главного героя, и вдруг Вася говорит: «Давай я попробую!» Пошли в студию, записали, и всем понравилось. Причём в роли Карлсона Ливанов пародировал знаменитого режиссёра Григория Рошаля. Экспромты всегда лучше, чем типажи, притянутые за уши.

## Отличия от книг Астрид Линдгрен
В советском мультфильме Малыш предстаёт одиноким мальчиком, вообще не имеющим никаких друзей и обделённым родительским вниманием. Смягчён и образ антагонистов — грабителей Рудольфа и Филиппа: если в книге это два знаменитых вора, ограбивших подчистую не одну квартиру в городе, то в мультфильме максимум, что они делают плохого — это воруют бельё. Мама Малыша в книге — домохозяйка, и фрекен Бок нанимают только на время её отъезда на лечение; в фильме же мама, как и большинство советских женщин, ходит на работу, что усиливает одиночество героя. Соответственно, и образ Карлсона в мультфильме существенно смягчён: он скорее выглядит забавным шутником, никак не желающим расставаться с детством, чем отпетым шалуном-проказником.
В книге родители Малыша видятся с Карлсоном, когда последний прилетает на день рождения Малыша. В мультфильме Карлсон улетает в свой домик на крыше, за несколько минут до того, как родители Малыша возвращаются домой из поездки.

## Музыка
Кроме музыки Геннадия Гладкова, в фильме использована музыкальная композиция, звучащая во время нападения привидения на жуликов — не указанная в титрах мелодия «House of Horrors» Мерва Гриффина (1962), исполненная оркестром «Charles Grean Orchestra» и представляющая собой обработку в ритме твиста мелодий из «Пляски смерти» Сен-Санса и траурного марша Шопена.

## Аудиосказка
В 1990-е годы на аудиокассетах изданием Twic Lyrec была выпущена аудиосказка по одноимённому мультфильму с текстом Александра Пожарова.

### Комментарии
1. ↑  Имя уточнено по решению Роспатента[3].